# Ecnomus suadrus
Ecnomus suadrus är en nattsländeart som beskrevs av Malicky och Chantaramongkol 1993. Ecnomus suadrus ingår i släktet Ecnomus och familjen trattnattsländor. Inga underarter finns listade i Catalogue of Life.